# Rampachodavaram
Rampachodavaram is een census town in het district Alluri Sitharama Raju van de Indiase staat Andhra Pradesh. 

## Demografie
Volgens de Indiase volkstelling van 2001 wonen er 9633 mensen in Rampachodavaram, waarvan 50% mannelijk en 50% vrouwelijk is. De plaats heeft een alfabetiseringsgraad van 74%. 